# Typhlonesiotes swaluwenbergi
Typhlonesiotes swaluwenbergi är en skalbaggsart som beskrevs av René Gabriel Jeannel 1937. Typhlonesiotes swaluwenbergi ingår i släktet Typhlonesiotes och familjen jordlöpare. Inga underarter finns listade i Catalogue of Life.